# Пери Едвардс
Пери Луиз Едвардс (енгл. Perrie Edwards; Саут Шилдс, 10. јула1993) је британска певачица и чланица групе Литл Микс. Од 2021. године, група је продала преко 65 милиона плоча широм света, што их чини једном од најпродаванијих женских група свих времена.  
Од оснивања групе продале су преко 2 милиона улазница за концерте широм света, објавили шест студијских албума и постигли пет број #1 синглова.  Едвардс је такође писала песме за албуме групе, укључујући два  #1 сингла у Великој Британији. 

## Биографија
Пери Луиз Едвардс  је рођена 10. јула 1993.  од родитеља Деборе „Деби“ Дафи и Александра Едвардса, који су се раздвојили када је била млада и обоје су се поново венчали. Едвардс је одрасла у области Вајтлиса у Саут Шилдсу.  Поред њеног брата по имену Џони Едвардс, има и полусестру по оцу по имену Кејтлин Едвардс. Она је енглеског, шкотског, ирског и шведског порекла.
Пери је две године живела у Хамилтону на Новом Зеланду као тинејџер. 

## Каријера
У емисији Икс Фактор Едвардс је стављена у четворочлану групу под називом Литл Микс уз Џеси Нелсон, Џејд Тирвал и Ли-Ен Пинок. На крају су стигле до наступа уживо, а ментор им је била Тулиса Контоставлос.   11. децембра 2011, Литл Микс су проглашене за победнике, што их је учинило првим бендом који је икада победио у емисији. 
Едвардс је са бендом објавио шест албума и један албум највећих хитова. Године 2019. постала је ново лице италијанског бренда Superga и објавила је своју прву дизајнирану колекцију ципела.  Едвардс је 2020. године постала прва жена амбасадор бренда "Supreme Nutrition".  Касније те године, Едвардс је откривен као ново лице Nando's, португалско-афричке прехрамбене франшизе. Појављивала се и у њиховим телевизијским рекламама. 
Едвардсова је први пут промовисала свој животни и модни бренд, Дисора, крајем 2020. године, када је променила свој Инстаграм био линк на веб локацију Дисора. Дисора себе описује као "савремени луксузни" бренд.  

## Лични живот
Током 2012. године, током снимања 1. албума групе, Едвардсова је била подвргнута операцији уклањања њених упаљених крајника.  Исте године у мају 2012. почела је да се забавља са британским певачем Зејном Маликом, након што су се упознали када је била такмичарка на Икс Фактору 2011. године.  У августу 2013. године пар је објавио веридбу, али су се разишли у августу 2015. године. 
У новембру 2016. године, Пери је почела да излази са енглеским професионалним фудбалером Алексом Окслејд-Чемберлејном, али њихова веза није потврђена све до фебруара 2017. године.    Едвардсова је рођена са атрезијом једњака, која је одговорна за бисекцијски ожиљак на њеном стомаку,  и аносмијом. 
У августу 2018. године, Едвардс је путем Инстаграма открила да је добила даље лечење на грлу због њеног стања једњака. У априлу 2019. године поделила је своје борбе са нападима панике и анксиозности путем Инстаграма  и дала је интервју Гламур магазину о овој теми.  Едвард је 10. маја 2021. године објавила да чека своје прво дете са Окслејд-Чемберленом  и 21. августа исте године родила сина Аксела. 

## Филмографија
| Година | Назив                            |
| ------ | -------------------------------- |
| 2011   | The X Factor (British TV series) |
| 2012   | Styled to Rock                   |
| 2017   | Glory Days: The Documentary      |
| 2019   | Jesy Nelson: Odd One Out         |
| 2019   | Celebrity Gogglebox              |
| 2019   | Eat In with Little Mix           |
| 2020   | Little Mix The Search            |
| 2020   | One World: Together at Home      |
| 2020   | 2020 MTV Europe Music Awards     |
| 2020   | How To Be Anne-Marie             |
| 2020   | LM5: The Tour Film               |
| 2021   | Leigh-Anne: Race, Pop & Power    |